# (39571) Pückler
(39571) Puckler, désignation internationale (39571) Pückler, est un astéroïde de la ceinture principale.

## Description
(39571) Puckler est un astéroïde de la ceinture principale. Il fut découvert le 21 septembre 1992 à Tautenburg par Freimut Börngen. Il présente une orbite caractérisée par un demi-grand axe de 2,36 UA, une excentricité de 0,15 et une inclinaison de 5,8° par rapport à l'écliptique.

## Compléments